# Perusia prasina
Perusia prasina är en fjärilsart som beskrevs av W. Warren 1907. Perusia prasina ingår i släktet Perusia och familjen mätare. Inga underarter finns listade i Catalogue of Life.